# Operacija Zima '94.
Operacija Zima '94 odvijala se u razdoblju od 29. studenoga do 24. prosinca 1994. godine na području Livanjskog polja i planine Dinare. Oslobođeno je područje širine 10 km i dubine 20 km – ukupno 200 četvornih kilometara. Srbi su poraženi na Dinari i veći dio Livanjskog polja našao se pod nadzorom HV-a i HVO-a, a posredno je spašena Bihaćka enklava.

## Povod
U studenome 1994. Bihać postaje ključ rata kako za RH tako i za BiH. Naime, Srbi su pokrenuli snažnu ofenzivu prema Bihaću, u koordinaciji s postrojbama SVK i Abdićevim autonomašima iz Velike Kladuše. Ofenziva je bila toliko snažna da je izgledalo da će Bihać pasti svakog časa – vojni milje međunarodne zajednice, pa i SAD, smatrao je pad Bihaća gotovim činom. Pad Bihaća pitanje je sata, a ne više dana, govorile su povjerljive obavještajne informacije.
Tijekom rata u BiH Hrvatska je zračnim mostom intenzivno pomagala obranu Bihaća, dostavom oružja, streljiva i svih drugih potrepština. U slučaju eventualnog pada Bihaća u ruke bosanskih Srba, Hrvatska bi se našla izravno ili neizravno u potpuno izgubljenom strateškom položaju, a pregovori na razini Kontaktne skupine jednostavno više ne bi imali nikakva smisla. Nestajanjem Bihaćke enklave tzv. Republika Srpska Krajina i Republika Srpska bile bi čvrsto povezane, otvorila bi se jaka prometna komunikacija Beograd – Banja Luka – Knin, stvorio bi se ogroman kompaktan srpski prostor koji bi dopuštao Srbima veliku operativnu dubinu, vjerojatnost njihovog ujedinjenja bila bi vrlo velika. Padom Bihaća Hrvatska bi nakon toga iznimno teško uspostavila ozbiljnu vojnu, ali i političku ravnotežu i bila bi jednostavno prisiljena prihvatiti gotovo sve uvjete Martića, Karadžića i Mladića. To bi bila konačna i definitivna pobjeda Srba. Osim toga, pad Bihaća vjerojatno bi donio novi težak zločin srpskih snaga i humanitarnu krizu nesagledivih razmjera, znatno veću od one koja se nepunu godinu kasnije dogodila u Srebrenici.
Stoga je hrvatski vojni vrh razmatrao moguće vojne opcije pomoći Bihaću. Jedna opcija je bila totalni napad na RSK, međutim, toj opciji Amerikanci nikako nisu bili skloni. Stoga se odlučilo Bihaću pomoći neizravno – HV i HVO napast će vojsku bosanskih Srba tamo gdje najmanje očekuju – u Livanjskom polju i na planini Dinari.

## Cilj operacije
Cilj operacije bio je posredno oslabiti pritisak bosanskih srba na zaštićeno područje Bihaća, potisnuti neprijatelja s Dinare i Livanjskog polja, te s Golije i Staretine. Zatim, posredno, utjecati na stabilnost situacije u Kupreškom polju i otkloniti mogućnost da Srbi iz Livanjskog polja pokušaju bočnim udarima ugroziti Sinj. Također, povećati sigurnost Livna. 
Problemi u planiranju operacije bili su dovođenje u pitanje Zagrebačkog sporazuma, izbor postrojbi za djelovanje u zimskim uvjetima te kako osigurati legalnost akcije, s obzirom na to da su je trebale provesti regularne postrojbe HV-a.
4. gardijska brigada odradila je ključnu ulogu u operaciji jer se našla u akciji od 29. studenoga do 24 prosinca. Gubitci su bili iznimno veliki dana 23. prosinca prilikom napada iz mjesta Sajkovića prema Gornjim i Donjim Kazancima. Tog dana postrojbe 4. gardijske brigade vodile su žestoke bliske borbe prsa o prsa s postrojbama bosanskih Srba pod zapovjedništvom Ratka Mladića i dijelom pristigle postrojbe srpske dobrovoljačke garde poznatiji kao Šešeljevi "Beli orlovi". Oklopne postrojbe 4. gardijske brigade pod zapovjedništvom Andrije Matijaša "Pauka" izašle su na 1200 metara n/v gdje se temperatura spuštala i do -25 °C što je iznenadilo srpske snage.
Vojska RSK se pregrupirala i dovela svježe postrojbe iz Bosanskog Grahova. Za vrijeme izviđanja pred samu akciju ranjen je i zapovjednik 4. gardijske brigade tada brigadir Damir Krstičević. Uz  3.pješačku motoriziranu bojnu, oklopno mehanizirana bojna 4. gardijske brigade odigrala je ključnu ulogu u zauzimanju položaja gdje su imali nekoliko poginulih i ranjenih gardista i uz velike napore uspjeli očuvati zauzete linije.

## Hrvatske postrojbe
- Stožer: general Ante Gotovina

- 4. gardijska brigada HV – Pauci: general Damir Krstičević;
- 7. gardijska brigada HV – Pume: general Ivan Korade;
- 5. gardijska brigada HV – Sokolovi: general Ivan Kapular;
- 40. inženjerijska bojna HV: bojnik Ante Malenica;
- Oklopna bojna 113. Šibenske brigade HV 'Cobra'
- 126. domobranska pukovnija: pukovnik Ante Podrug;
- 80. domobranska pukovnija HV;
- 6. domobranska pukovnija HV,
- 114. brigada HV
- Prvi hrvatski gardijski zdrug: general Miljenko Filipović;
- 22. diverzantski odred HVO-a: pukovnik Predrag Mandić;
- Postrojba posebne namjene Gavran 2 HVO-a : brigadir Pero Barbarić Pepi
- Specijalne postrojbe MUP-a Hrvatske zajednice Herceg-Bosne, general Zlatan Mijo Jelić;
- 14. topnički divizijun (Šibenik)[1]

## Tijek operacije
Operacija počinje 29. studenoga 1994, kada se borbene skupine 126. domobranske pukovnije ubacuju u međuprostor neprijatelja koji ništa i ne sluti. Dan kasnije, 30. studenoga 1994. počinju frontalni udari na iznenađene postrojbe bosanskih Srba. Tijekom idućih dana, sve do 7. prosinca 1994. hrvatske snage (7.GBr, 4.GBr, 114. Br. i 80. dp.)  u krajnje nemogućim, zimskim uvjetima surove mećave uspijevaju ovladati visovima Dinare i toga dana dolazi do stabilizacije bojišnice na Dinari. Također, tog dana se pokreće i napad na istočnoj strani Livanjskog polja (5. gbr; 1. HGZ; 22. DO. i SP MUP-a HRHB). Borbena djelovanja i pomaci na bojišnici su trajali do 24.prosinca 1994. kada se operacija smatra završenom. Oslobođeno je područje širine 10 km i dubine 20 km – ukupno 200 četvornih kilometara. Srbi su poraženi na Dinari i veći dio Livanjskog polja našao se pod nadzorom HV-a i HVO-a. Međutim, Srbi su s istaknutih uzvišenja na planinama Dinari i Staretini i dalje paljbom mogli nadzirati aktivnosti u Livanjskom polju i bočnim udarima ugroziti oslobođeno.
U akciji Zima 94 poginulo je 29 branitelja, 19 ih je teško, a 39 lakše ranjeno, dok su trojica nestala.

## Rezultat operacije
Tom značajnom operacijom Hrvatska vojska ovladala je planinskim visovima oko Livanjskog polja, čime su stvoreni uvjeti za pripremu i provedbu operacije Oluja. Operacija Zima '94 odvijala se u ekstremnim zimskim vremenskim uvjetima, po visokom snijegu, snježnoj oluji i uz vrlo niske temperature i do -20 celzijevih stupnjeva. Zbog neprekidnog boravka i borbenog djelovanja u takvim vremenskim uvjetima mnogi su hrvatski vojnici u ovoj operaciji pretrpjeli smrzavanje pojedinih ekstremiteta (ruku i nogu) koji su im morali biti amputirani. Zbog toga je operacija Zima 94 u povijest Domovinskog rata ušla kao primjer iznimnih fizičkih i moralnih napora kroz koje su prolazili hrvatski branitelji u obrani od agresije i oslobađanju okupiranog teritorija.
U konačnici, napadi Srba na Bihać su oslabili i Bihaćki branitelji su dobili značajan predah. U narednim danima i tjednima Armija BiH i HVO Bihaća povratit će okupirana sela i odbaciti neprijatelja dalje od Bihaća. Time je sačuvana presudna Bihaćka enklava u dramatičnim trenucima Domovinskog rata i rata u BiH.

## Spomenici
- Spomen-križ na Maglaju.[2]

## Na filmu
- Operacija Zima 94 (dokumentarni film)